# 勘解由小路
勘解由小路（かでのこうじ、かげゆこうじ）は、京都（平安京）にあった道の名前である。

## 概要
現在の下立売通。名前は、朝廷の機関（令外官）である勘解由使に由来する。